# Lindendorf
Lindendorf est une commune allemande de l'arrondissement de Märkisch-Pays de l'Oder, Land de Brandebourg.

## Géographie
Lindendorf se situe au bord de l'Oderbruch.
La commune comprend Dolgelin, Libbenichen, New Mahlisch et Sachsendorf. Le village de Dolgelin fut le centre géographique de l'État libre de Prusse.
| Vierlinden |                   | Alt Tucheband |
| Lietzen    | Lindendorf        |               |
|            | Fichtenhöhe Lebus | Podelzig      |

Lindendorf se trouve sur la Bundesstraße 167 et la ligne d'Eberswalde à Francfort-sur-l'Oder.

## Histoire
La commune actuelle est créée le 26 octobre 2003 à la suite de la fusion volontaire des communes de Dolgelin, Libbenichen, New Mahlisch et Sachsendorf.

## Personnalités liées à la commune
- Jakob Dietlof von Arnim (de) (1645-1689), officier brandebourgeois
- Hans-Otto Furian (de) (1931-2012), pasteur évangélique